# Notomastus chilensis
Notomastus chilensis är en ringmaskart som beskrevs av Hartmann-Schröder 1965. Notomastus chilensis ingår i släktet Notomastus och familjen Capitellidae. Inga underarter finns listade i Catalogue of Life.